# イオネラ・ティルレア
ヨネラ・ツルレア（Ionela Ţîrlea, 1976年2月9日 - ）は、ルーマニアの陸上競技選手。2004年アテネオリンピック女子400mハードルの銀メダリストである。
1998年、2002年とヨーロッパ選手権の400mハードルを連覇した。
2004年に結婚して「ヨネラ・ツルレア・マノラケ」（Ionela Ţîrlea-Manolache）と名乗ったが、2007年に離婚して旧姓に戻す。

## 主な実績
| 年   | 大会                               | 場所                         | 種目         | 結果 | 記録    |
| ---- | ---------------------------------- | ---------------------------- | ------------ | ---- | ------- |
| 1992 | 世界ジュニア陸上選手権             | ソウル（韓国）               | 400m         | 銅   | 52.13   |
| 1994 | 世界ジュニア陸上選手権             | リスボン（ポルトガル）       | 400mハードル | 金   | 56.25   |
| 1995 | ユニバーシアード                   | 福岡（日本）                 | 400mハードル | 銀   | 55.99   |
| 1996 | オリンピック                       | アトランタ（アメリカ合衆国） | 400mハードル | 7位  | 54.40   |
| 1998 | ヨーロッパ陸上選手権               | ブダペスト（ハンガリー）     | 400mハードル | 金   | 53.37   |
| 1999 | 世界室内陸上選手権                 | 前橋（日本）                 | 200m         | 金   | 22.39   |
| 1999 | ユニバーシアード                   | パルマ（スペイン）           | 400m         | 金   | 49.88   |
| 2000 | オリンピック                       | シドニー（オーストラリア）   | 400mハードル | 6位  |         |
| 2002 | ヨーロッパ陸上選手権               | ミュンヘン（ドイツ）         | 400mハードル | 金   | 54.95   |
| 2003 | IAAFワールドアスレチックファイナル | モンテカルロ（モナコ）       | 400mハードル | 3位  | 54.44   |
| 2004 | 世界室内陸上選手権                 | ブダペスト（ハンガリー）     | 4×400mリレー | 銅   | 3:30.06 |
| 2004 | オリンピック                       | アテネ（ギリシャ）           | 400mハードル | 銀   | 53.38   |
| 2004 | オリンピック                       | アテネ（ギリシャ）           | 4×400mリレー | 6位  | 3:26.81 |